# Équipe du Mexique de rink hockey
L'Équipe du Mexique de rink hockey est une sélection nationale qui représenta le Mexique lors de compétitions internationales de rink hockey. Depuis 1982, cette sélection a participé à deux reprises aux championnats panaméricains, à un championnat du monde A et 10 championnats du monde B.